# Polsko-polská válka

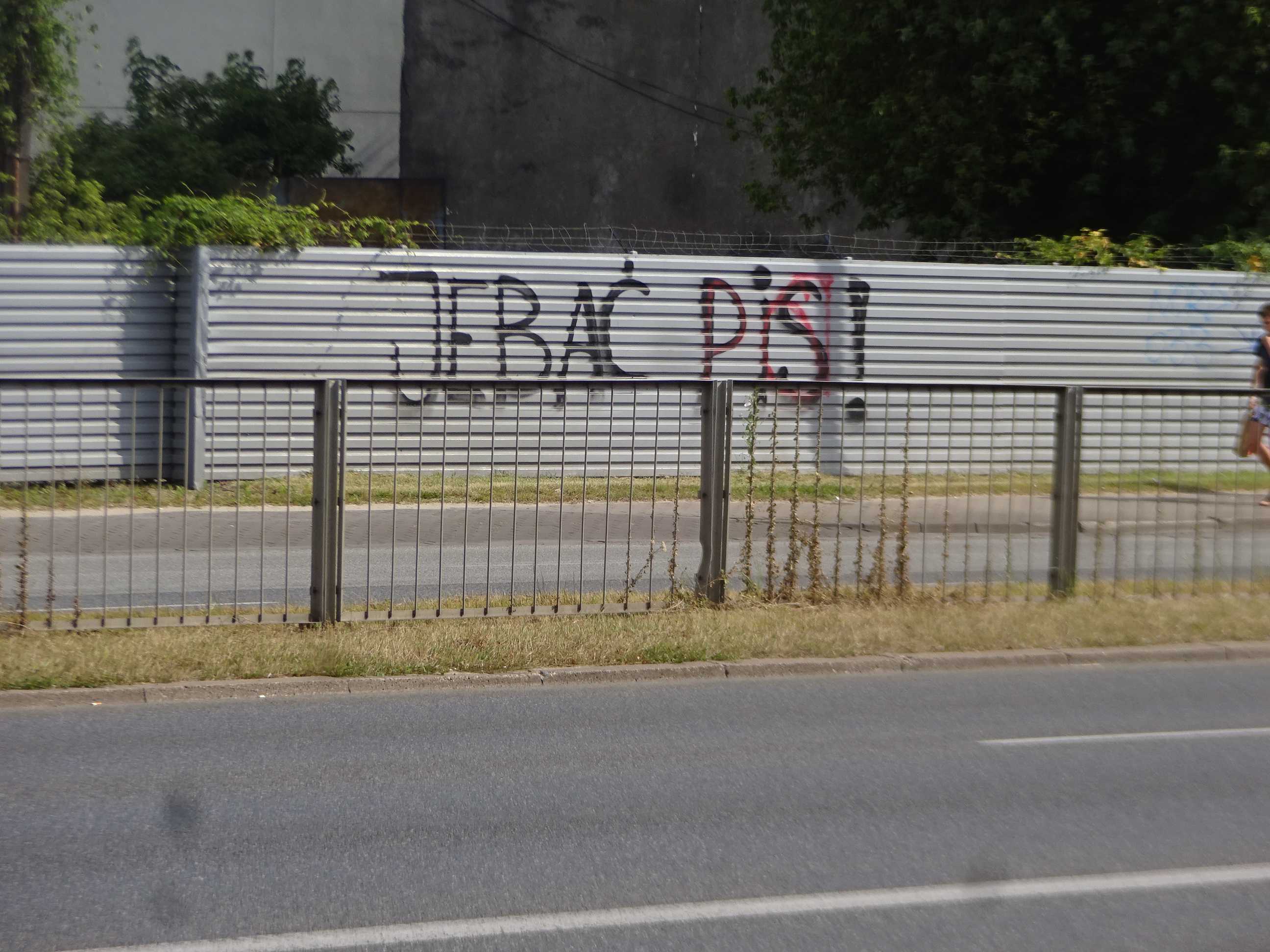
Vulgární slogan odpůrců strany Právo a spravedlnost

Polsko-polská válka je termín používaný v polské publicistice pro vysokou míru polarizace polské společnosti, který se projevuje démonizací protistrany a zároveň prezentací vlastní skupiny jako jediné správné. Dále je typické pro neochotu ke kompromisu či spolupráci a neustálou snahou o vyhrocení konfliktu. Strany zapojené do polsko-polské války se vyznačují odlišným vnímáním polských dějin (např. Kulatý stůl), odlišným hodnocením současného stavu země a odlišnými vizemi budoucnosti státu.
Za autory tohoto termínu jsou považováni Paweł Reszka a Michał Majewski, kteří jej poprvé použili v článku s názvem „Polsko-polská válka“ dne 18. července 2008, který vyšel v listu „Dziennik Polska-Europa-Świat“. Později měl tento termín zpopularizovat Jarosław Kaczyński, který jej použil ve svém projevu během prezidentských voleb v roce 2010.
Podle politologa Jacka Mazurczaka je polsko-polská válka součástí širšího civilizačního konfliktu, který je důsledkem probíhající postindustriální krize.